# The Greatest Question
The Greatest Question és una pel·lícula muda dirigida per D. W. Griffith i protagonitzada per Lillian Gish, Robert Harron, en la que va ser la seva darrera col·laboració amb el director, i Ralph Graves. Basada en una història de William Hale, es va estrenar el 28 de desembre de 1919. Va ser una de les diverses pel·lícules que Griffith va fer ràpidament el 1919 per complir amb les seves obligacions contractuals amb la First National, feta sense un gran pressupost ni amb l’ambició artística d'altres pel·lícules com “Lliris trencats” (1919). Probablement per això, molts anys més tard, Gish afirmava que no recordava haver treballat en aquesta pel·lícula.

## Argument
Nellie Jarvis, filla d'una parella de rodamons, és testimoni de molt jove de l'assassinat d'una noia per part d'una parella. Anys més tard, essent òrfena, "Little Miss Yes'm", com ara se la coneix, torna a l'escena del crim. Allà, els Hilton, tot i que són pobres l’acullen a la seva família. John, el fill gran amb els que els pares comptaven per portar la granja, és cridat a la guerra i mor en un submarí. Veient que els Hilton tenen dificultats financeres, Nellie va a una granja propera i aconsegueix que el Sr. Cain i la seva dona li donin feina. A la granja és explotada i maltractada. En un moment donat, quan el pagès pretén agredir-la, ella el reconeix com l'home que va assassinar aquella dona anys abans. Mentrestant, la senyora Hilton prega al seu fill mort i a Déu que alleugin la família de la pobresa. L'esperit del fill mort torna i l'endemà troben petroli a la seva terra. Jimmie Hilton, l'enamorat de la petita Nellie, va a la granja dels Cain a buscar-la. Nellie es troba atrapada a l’àtic intentant ser violada pel marit i a la vegada ser assassinada per gelosia per part de la dona. Jimmie arriba a temps quan per salvar-la de ser violada. Els Hilton es fan rics i hi ha un final feliç.

## Repartiment
- Lillian Gish (Nellie Jarvis)
- Robert Harron (Jimmie Hilton)
- Ralph Graves (John Hilton Jr.)
- Eugenie Besserer (Mrs. Hilton)
- George Fawcett as Mr. Hilton)
- Tom Wilson (oncle Zeke (blackface))
- George Nichols (Martin Cain)
- Josephine Crowell (Mrs. Cain)